# Kerry Wood
Kerry Lee Wood (né le 16 juin 1977 à Irving, Texas, États-Unis), est un lanceur droitier de baseball ayant évolué dans les Ligues majeures de 1998 à 2012.
Wood évolue durant 12 saisons sous l'uniforme des Cubs de Chicago, d'abord comme lanceur partant puis comme releveur. Il a aussi porté les couleurs des Indians de Cleveland et des Yankees de New York.
Il a participé à deux parties d'étoiles (2003 et 2008), a été élu recrue de l'année en 1998, a connu quatre saisons de plus de 200 retraits sur des prises et codétient le record des Ligues majeures de 20 retraits sur des prises en un seul match.

## Biographie
En 1998, pour sa première saison en Ligue majeure, il retire 20 frappeurs sur des prises lors d'un match face aux Astros de Houston, égalant la performance record réalisée deux fois par Roger Clemens en 1986 et 1996. Ces 20 retraits sur des prises en un match constituent un nouveau record pour un lanceur recrue, battant les 18 de Bill Gullickson des Expos de Montréal en 1980. 
En 2001, Wood enregistre déjà son 500e retrait sur des prises. Il atteint ce plateau en 404 manches et deux tiers lancées, du jamais vu dans l'histoire. Ce record tombera en 2014 lorsque Yu Darvish mettra 3 manches de moins à atteindre le total de 500.
En 2003, Wood devient le sixième lanceur depuis l'année 1900 à atteindre les 1000 retraits sur des prises en carrière à sa cinquième saison seulement, un exploit réalisé avant lui par Grover Alexander Cleveland, Tom Seaver, Bert Blyleven, Mark Langston, Dwight Gooden et Hideo Nomo.
Après une saison 2006 raccourcie par des blessures au bras, il est revenu dans le rôle de stoppeur lors de la saison 2007.
Le 13 décembre 2008, Wood a signé un contrat en tant qu'agent libre avec les Indians de Cleveland de la Ligue américaine. L'entente en est une de deux saisons, plus une année d'option. L'entente est évaluée à 20,5 millions de dollars US. Pour s'excuser de ce transfert auprès des fans des Cubs, Wood se paye deux pages de publicité dans deux quotidiens de Chicago pour réafirmer son attachement aux Cubs malgré son départ,.
Le 31 juillet 2010, les Indians échangent Kerry Wood aux Yankees de New York avant l'heure limite des transactions. Cleveland reçoit une somme d'argent et New York s'engage à transférer plus tard aux Indians un joueur dont l'identité reste à déterminer. Affichant une moyenne de points mérités de 6,30 en 23 sorties avec Cleveland au moment de la transaction, Wood fait mieux pour les Yankees, maintenant une moyenne d'à peine 0,69 en 26 manches lancées. Il devient agent libre au début novembre.
En décembre 2010, les Cubs de Chicago rapatrient Wood, qui accepte un contrat de 1,5 million de dollars pour une saison. En 55 parties et 51 manches lancées en 2011, il maintient une moyenne de points mérités de 3,35 avec 57 retraits sur des prises et un sauvetage.
Wood retourne chez les Cubs en 2012. Le 13 janvier, il accepte un contrat de trois millions de dollars pour un an. Wood prend sa retraite à l'âge de 34 ans après un dernier match avec les Cubs le 18 mai 2012.
Kerry Wood a pris part à 446 parties dans le baseball majeur, dont 178 comme lanceur partant. De ce total, 341 matchs ont été disputés avec les Cubs. Il compte 86 victoires, 75 défaites et 63 sauvetages. Sa moyenne de points mérités en carrière se chiffre à 3,67 et il a enregistré 1083 retraits sur des prises.

## Statistiques

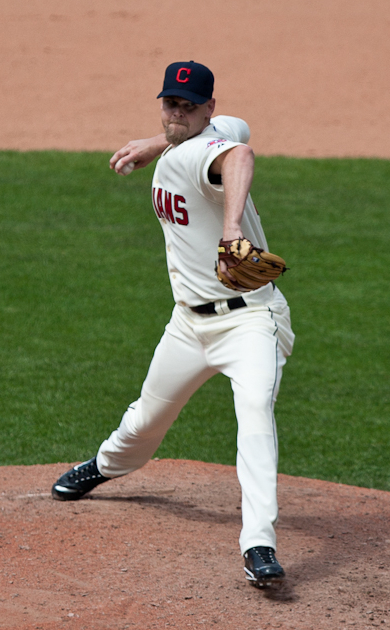
Kerry Wood avec Cleveland.

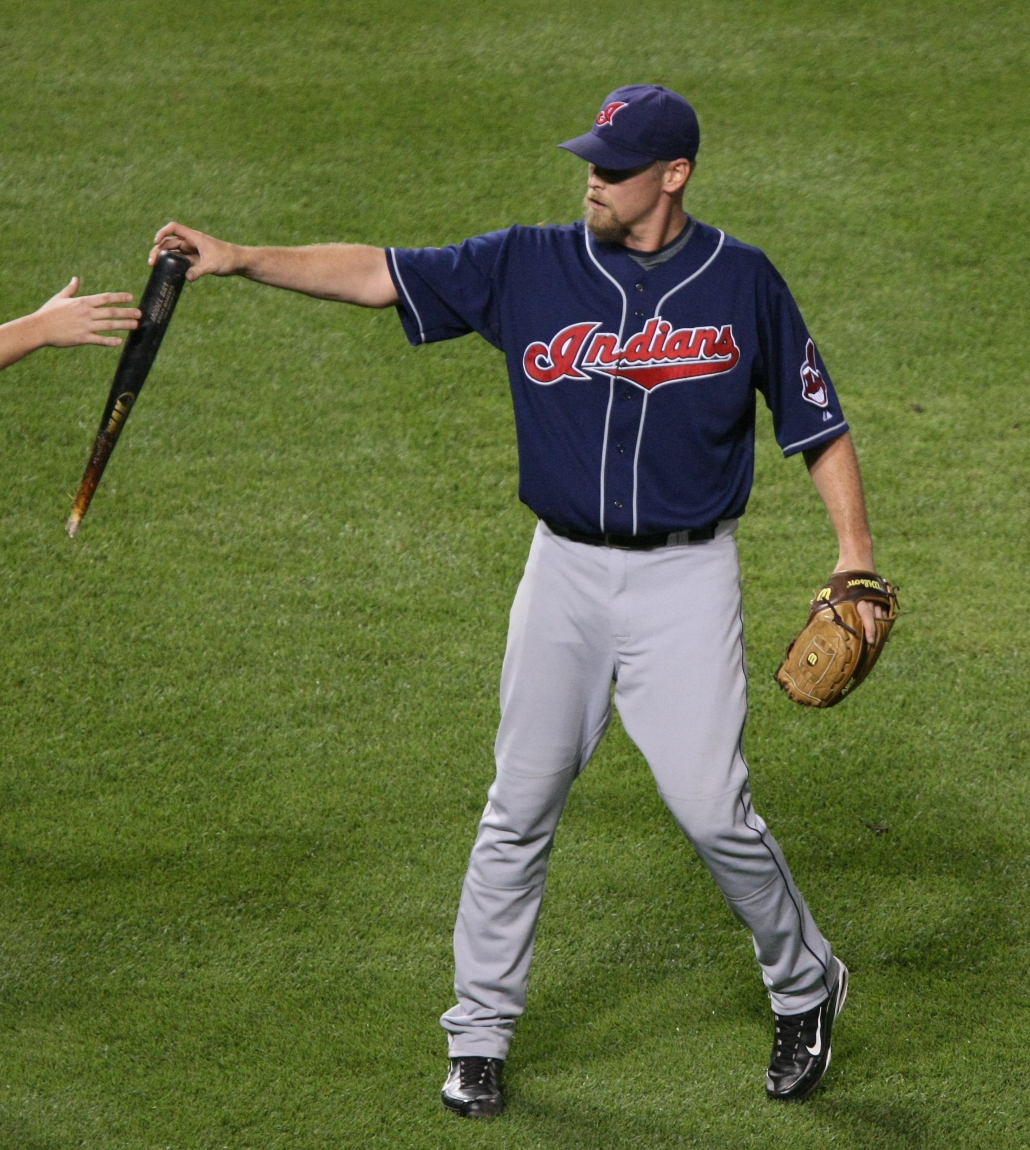
Kerry Wood dans l'uniforme des Indians de Cleveland.

| Saison | Équipe       | G   | GS  | CG | SHO | V  | D  | SV | IP     | SO   | ERA  |
| ------ | ------------ | --- | --- | -- | --- | -- | -- | -- | ------ | ---- | ---- |
| 1998   | Chicago Cubs | 26  | 26  | 1  | 1   | 13 | 6  | 0  | 166.2  | 233  | 3,40 |
| 2000   | Chicago Cubs | 23  | 23  | 1  | 0   | 8  | 7  | 0  | 137.0  | 132  | 4,80 |
| 2001   | Chicago Cubs | 28  | 28  | 1  | 1   | 12 | 6  | 0  | 174.1  | 217  | 3,36 |
| 2002   | Chicago Cubs | 33  | 33  | 4  | 1   | 12 | 11 | 0  | 213.2  | 217  | 3,66 |
| 2003   | Chicago Cubs | 32  | 32  | 4  | 2   | 14 | 11 | 0  | 211.0  | 266  | 3,20 |
| 2004   | Chicago Cubs | 22  | 22  | 0  | 0   | 8  | 9  | 0  | 140.1  | 144  | 3,72 |
| 2005   | Chicago Cubs | 21  | 10  | 0  | 0   | 3  | 4  | 0  | 66.0   | 77   | 4,23 |
| 2006   | Chicago Cubs | 4   | 4   | 0  | 0   | 1  | 2  | 0  | 19.2   | 13   | 4,12 |
| 2007   | Chicago Cubs | 22  | 0   | 0  | 0   | 1  | 1  | 0  | 24.1   | 24   | 3,33 |
| 2008   | Chicago Cubs | 65  | 0   | 0  | 0   | 5  | 4  | 34 | 66.3   | 84   | 3,26 |
| 2009   | Cleveland    | 58  | 0   | 0  | 0   | 3  | 3  | 20 | 55.0   | 63   | 4,25 |
| 2010   | Cleveland    | 23  | 0   | 0  | 0   | 1  | 4  | 8  | 20.0   | 18   | 6,30 |
| 2010   | NY Yankees   | 24  | 0   | 0  | 0   | 2  | 0  | 0  | 26.0   | 31   | 0,69 |
| Totaux | Totaux       | 381 | 178 | 11 | 5   | 83 | 68 | 62 | 1320.1 | 1519 | 3,65 |

| Saison | Équipe       | G  | GS | CG | SHO | V | D | SV | IP   | SO | ERA  |
| ------ | ------------ | -- | -- | -- | --- | - | - | -- | ---- | -- | ---- |
| 1993   | Chicago Cubs | 1  | 1  | 0  | 0   | 0 | 1 | 0  | 5.0  | 5  | 1,80 |
| 2003   | Chicago Cubs | 4  | 4  | 0  | 0   | 2 | 1 | 0  | 27.2 | 31 |      |
| 2007   | Chicago Cubs | 2  | 0  | 0  | 0   | 0 | 0 | 0  | 3.0  | 2  | 3,00 |
| 2008   | Chicago Cubs | 1  | 0  | 0  | 0   | 0 | 0 | 0  | 1.0  | 0  | 0,00 |
| 2010   | NY Yankees   | 7  | 0  | 0  | 0   | 0 | 0 | 0  | 8.0  | 7  | 2,25 |
| Totaux | Totaux       | 15 | 5  | 0  | 0   | 2 | 2 | 0  | 44.2 | 45 | 3,43 |

Note : G = Matches joués ; GS = Matches comme lanceur partant ; CG = Matches complets ; SHO = Blanchissages ; 
V = Victoires ; D = Défaites ; SV = Sauvetages ; IP = Manches lancées ; SO = Retraits sur des prises ; ERA = Moyenne de points mérités.